# Kleingerharts
Kleingerharts ist eine Ortschaft und eine Katastralgemeinde der Marktgemeinde Kautzen im Bezirk Waidhofen an der Thaya im niederösterreichischen Waldviertel mit 48 Einwohnern (Stand 1. Jänner 2024).

## Geografie
Das Dorf liegt südlich von Kautzen und wird seitlich vom Kautzenbach umflossen, der in den Reutbach mündet. Beim Ort liegt der Gerhartser Teich, dessen Abfluss durch den Ort strömt. Durch den Ort führt Landesstraße L8169. Am 1. April 2020 umfasste die Ortschaft 26 Adressen.

## Geschichte
Nach der Beschreibung Schweickhardt aus dem 19. Jahrhundert waren die Einwohner mittelmäßig bestiftete Landbauern sowie Kleinhäusler, die Ackerbau und Viehzucht betrieben. Nicht wenige verfolgten auch die Baumwollweberei.
Im Jahr 1822 wurde der Ort als Dorf mit 18 Häusern genannt, das nach Kautzen eingepfarrt war, wohin auch die Kinder eingeschult wurden. Die Herrschaft Dobersberg besaß die Ortsobrigkeit, übte die Landgerichtsbarkeit aus, besorgte die Konskription und hatte die Grundherrschaft inne. Laut Adressbuch von Österreich war im Jahr 1938 in Kleingerharts eine Hebamme ansässig.